# Giuseppe Del Re
Giuseppe Del Re (Turi, 2 gennaio 1806 – Torino, 11 novembre 1864) è stato un politico, patriota e letterato italiano.

## Biografia

### Ascendenze paterne
Nacque dall'avvocato Francesco Paolo Del Re e da donna Maria Camponobile. La famiglia era ricca di intellettuali impegnati politicamente. Un nonno e uno zio paterni, Giuseppe e Biagio, avevano contribuito alla diffusione degli ideali della rivoluzione francese ed erano stati trucidati durante le rivolte antifrancesi del 1799.
Il padre stesso aveva trascorso alcuni anni in esilio in Francia. Ritornato a Napoli durante il dominio napoleonico, vi aveva ricoperto delle cariche in magistratura, per ritirarsi poi a vita privata dopo essere stato esautorato nella restaurazione borbonica.

### Formazione e attività editoriale
Giuseppe studiò presso il collegio di Santa Maria di Caravaggio a Napoli e divenne dottore in Legge. Frequentatore dei salotti in cui i fermenti liberali trovavano seguito, grazie alla frequentazione di una tipografia di un dotto zio omonimo, padre scolopio, si impegnò nell'editoria. Con Mariano d'Ayala diede alle stampe nel 1833 il Topoletterato. Il periodico ebbe vita breve, ma già nel 1834 gli succedette l'Iride, che ebbe maggior fortuna e si impose come "vero e proprio repertorio della contemporanea cultura napoletana" (M. Sansone in Storia di Napoli, IX, 1972). La rivista venne però sospesa dal governo borbonico nel 1843 in quanto considerata politicamente impegnata.

### Attività politica nel Regno delle Due Sicilie
Nei primi anni quaranta, oltre a lavorare al primo volume di Cronisti e scrittori sincroni napoletani, dedicato all'epoca normanna, che fu pubblicato a Napoli nel 1845 e fu apprezzato anche dal Croce, iniziò un'attività politica antiborbonica attiva, nel solco della tradizione familiare, per quanto più come diffusore di idee che di esecutore materiale. La sorella aveva in quegli anni sposato Costabile Carducci. Partecipò così ai piani di un'insurrezione, progettata per il 1844, che fu soffocata con una serie di arresti, cui il Del Re riuscì a sottrarsi. Nel 1847 collaborò con Luigi Settembrini e contribuì alla diffusione del pamphlet Protesta del popolo delle Due Sicilie. La tipografia venne però chiusa dalla polizia borbonica e il Del Re dovette fuggire a Livorno.
Ritornato a Napoli a fine febbraio 1848, a seguito delle riforme costituzionali di Ferdinando II, partecipò all'edizione del giornale Nazionale, promosso da Silvio Spaventa, e fu eletto rappresentante della provincia di Bari. A seguito dei moti del 15 maggio e della reazione assolutistica, firmatario del documento di protesta dei deputati, lasciò il regno per rifugiarsi nello Stato Pontificio. Tornò a Napoli, partecipando ai lavori di una Camera ormai esautorata di ogni lavoro, per poi fuggire nuovamente dopo la morte del cognato, stabilendosi prima a Genova e infine a Torino. Quattro anni più tardi venne giudicato in contumacia colpevole di aver cospirato contro la sicurezza dello stato e condannato a 19 anni dalla magistratura borbonica.

### Esule a Torino
Dopo un momento di ambientamento e di difficoltà economiche, durante il quale cercò comunque di portare aiuto agli altri esuli napoletani, come fece ampiamente più tardi, riprese l'attività culturale.
Negli anni cinquanta collaborò così alla  Rivista italiana di Torino e finì col dirigere, trasferitosi a Pinerolo due periodici: la Specola delle Alpi e l'Eco delle Alpi Cozie, partecipando anche ad altre opere, come il Panteon dei martiri della libertà italiana
Nel frattempo il Del Re aveva abbandonato le posizioni radicali giovanili ed aveva pubblicamente accettato l'opzione politica di una monarchia nazionale a guida sabauda, proclamandola come l'unica scelta possibile nel giornale L'Indipendente, fondato assieme ad altri esuli politici meridionali, ed anche nel giornale milanese Perseveranza, di cui fu brevemente redattore. La sua attività ebbe comunque precipui tratti letterari e in tali anni si dedicò anche alle edizioni italiane di poeti tedeschi contemporanei.

### Il ritorno a Napoli e l'Unità d'Italia
Nel 1860 ritornò a Napoli, svolgendovi un'intensa attività politica ispirata all'unione politica della penisola. A seguito dell'Unità d'Italia gli venne data la direzione della Stamperia nazionale di Napoli. Dal 1861 fu eletto deputato nel collegio di Gioia dei Colle, ma in Parlamento la sua attività fu minima. Rimase attivo in campo editoriale, avendo anche ripreso l'attività tipografica di famiglia, fondando nel 1862 la Rivista napoletana di politica, letteratura, scienze, arti e commercio, che però fu pubblicata per un solo anno. Nel novembre del 1864 morì improvvisamente a Torino.
Il noto critico Francesco Saverio de Sanctis scrisse di lui: «Ebbe il privilegio di essere amato e stimato da tutti i partiti, per la modestia e la dolcezza dell'indole. Ma quella dolcezza non era niente di fiacco, perché di oneste e calde convinzioni seppe lottare e patire per esse».